# Май 2021 года

Список событий мая 2021 года.

## События
- 1 мая
  - В результате урагана в китайской провинции Цзянсу погибли 11 человек, более 100 человек получили ранения, в районе бедствия оказались около трёх тысяч человек. Скорость ветра обрушившегося на Китай урагана в отдельные порывы достигала 45 метров в секунду[1].
  - Из-за ложного сообщения о минировании здания Театр.doc сорвана премьера спектакля «Соседи» о волнениях в Белоруссии[2].
  - В Индии зарегистрировали 401 993 новых случая заражения коронавирусом, это максимальный показатель с начала пандемии в мире[3]. На следующий день Индия обновила мировой рекорд по количеству умерших от коронавируса за сутки[4].
- 2 мая
  - Пилотируемый корабль Crew Dragon под названием Crew Dragon Resilience[англ.] успешно приводнился в Мексиканском заливе недалеко от города Панама-Сити (штат Флорида) с четырьмя астронавтами на борту. На нём вернулись на Землю Виктор Гловер, Майкл Хопкинс, Шеннон Уокер и Соити Ногути. Приводнение[англ.] произошло в ночных условиях[5].
  - Совладельцы «Альфа-Групп» Михаил Фридман и Пётр Авен подали судебные иски о клевете к издательству HarperCollins из-за книги бывшего московского корреспондента газеты «Financial Times» Кэтрин Белтон «Люди Путина. Как КГБ вернул себе Россию и перешёл в наступление на Запад». Также иски против издательства HarperCollins подали бизнесмен Шалва Чигиринский и государственная компания «Роснефть»[6]
  - В матче 28-го тура Российской Премьер-Лиги санкт-петербургский футбольный клуб «Зенит» досрочно выиграл чемпионат России по футболу одержав победу над московским «Локомотивом»[7].
  - Президент Колумбии Иван Дуке заявил, что в налоговую реформу, вызвавшую череду протестов[англ.], при подавлении которых пострадали не менее 840 человек и не менее 19 погибли, будут внесены поправки, помимо этого, министр финансов Колумбии ушёл в отставку[8].
- 3 мая
  - В Китае начало работу первое полностью беспилотное роботизированное такси, запущенное местной компанией Baidu. Особенностью этих такси является отсутствие в них страхующего водителя, а посадка в такси и сама поездка производится полностью в автоматическом режиме[9].
  - В Мехико произошло обрушение эстакады метро на линии 12 метрополитена. Обрушился участок эстакады у станции Оливос перегона Оливос — Тесонко. В момент обрушения по нему проходил поезд. Погибли 23 человека в том числе несовершеннолетние, 70 доставлены в больницы, сообщила мэр города Клаудия Шейнбаум.[10]
  - Начался суд Epic Games против Apple. Компания Epic Games обвинила Apple в монополизме — якобы Apple намеренно заманивает разработчиков и пользователей на платформу iOS, чтобы затем обложить их обременительными ограничениями[11].
  - Марк Селби стал четырёхкратным чемпионом мира по снукеру после победы в финале чемпионата мира над Шоном Мерфи[12][13].
- 4 мая
  - Власти Баварии из-за коронавируса во второй раз отменили фестиваль пива Октоберфест в Мюнхене[14].
  - Президент Белоруссии Александр Лукашенко массово лишил воинских и специальных званий более чем 80 бывших сотрудников силовых ведомств и военнослужащих, за дискредитирующие поступки в период «обострения общественно-политической обстановки в стране»[15].
- 5 мая
  - В Мьянме на фоне непрекращающихся протестов против военного переворота, пришедшая к власти хунта запретила использовать спутниковые тарелки. Нарушителям грозит год тюремного заключения[16].
  - Компания SpaceX смогла вертикально посадить прототип предназначенного для полётов на Марс космического корабля SpaceX Starship[17].
- 6 мая
  - В ходе масштабного рейда против наркоторговцев в Рио-де-Жанейро были убиты 22 человека, предположительно являвшихся членами наркокартеля «Красная команда». Помимо этого, в ходе рейда погиб один из сотрудников полиции, а также были ранены два пассажира поезда метро, который проходил в этот момент мимо[18].
  - Генсек ООН Антониу Гутерриш на конференции «Петерсбергский климатический диалог» заявил о рекордно высокой температуре Земли за 3 млн лет и призвал как развитые, так и развивающиеся страны мобилизовать усилия, чтобы достичь нулевого уровня выбросов к середине XXI века[19].
  - Правозащитная организация «Amnesty International» вновь присвоила российскому политику Алексею Навальному статус узника совести, которого он был лишён несколько месяцев назад за негативные высказывания о мигрантах в 2007—2008 годах[20].
  - В Шотландии прошли региональные выборы в местный парламент, в которых снова победила Шотландская национальная партия являющаяся сторонницей отделения от Великобритании. Британские власти заявили, что не согласятся на проведение в Шотландии нового референдума о независимости[21].
- 7 мая
  - Спикер парламента Мальдивских островов и бывший президент этой страны Мохамед Нашид ранен в результате взрыва, который произошёл около его дома. Политик госпитализирован, медики заявляют о том, что угрозы его жизни нет[22].
  - Вакцина BBIBP-CorV компании Sinopharm стала первой китайской вакциной от коронавирусой инфекции COVID-19, получившей одобрение Всемирной организации здравоохранения. Ранее ВОЗ рекомендовал к использованию вакцины фирм Pfizer/BioNTech/Fosun Pharma, Janssen Pharmaceutica/Johnson & Johnson, два варианта вакцины фирмы AstraZeneca и Оксфордского университета и вакцина фирм Moderna/NIAID/BARDA[23].
  - Посольство России на Сейшелах заявило, что жителей Сейшел «в ближайшее время» начнут прививать российской вакциной «Спутник V». Сейшелы стали одной из первых стран Африки, начавших вакцинацию, уже привито 85 % населения. Большая часть из них была привита вакциной Sinopharm, подаренной Сейшелам Арабскими Эмиратами[24].
  - На американскую трубопроводную систему Colonial Pipeline была совершена атака вредоносного ПО, в результате которой работа системы была остановлена[25]. Президент США Джо Байден объявил чрезвычайное положение[26]
- 8 мая
  - В Афганистане в результате серии терактов, совершённых возле кабульской школы, погибли не менее 40 человек, большая часть из них — школьницы в возрасте 11-15 лет[27].
- 9 мая
  - По обновлённым данным, число погибших в результате теракта в столице Афганистана Кабуле составило 63 человека, пострадало более 150[28].
  - В Испании закончился режим чрезвычайной ситуации введённый на фоне пандемии коронавирусной инфекции в октябре 2020 года[29].
- 10 мая
  - В Старом городе Иерусалима возле мечети Аль-Акса произошли самые ожесточённые за последние годы столкновения между полицией Израиля и палестинскими демонстрантами[30]. Палестинская группировка ХАМАС выдвинула ультиматум, требуя убрать полицию с Храмовой горы и из квартала Шейх Джаррах[англ.] в Восточном Иерусалиме, после чего начала ракетные обстрелы Израиля из сектора Газа[31][32].
  - Льюис Хэмилтон стал победителем на прошедшем этапе гонки Формула-1, Гран-при Испании, выиграв эту гонку в пятый раз подряд[33].
  - На юге Афганистана в результате взрыва автобуса погибли по меньшей мере 16 человек. По другим данным, число погибших может доходить до 25 человек[34].
- 11 мая
  - В Казанской гимназии № 175 произошло вооружённое нападение на школу, в результате которого погибло 9 человек: семь учеников 8-го класса, учительница английского языка и учительница начальных классов. Кроме того, более 20 человек пострадали. Полиция задержала напавшего — 19-летнего Ильназа Галявиева, бывшего ученика этой школы[35].
  - Том Круз вернул все три свои премии «Золотых глобуса» Ассоциации иностранных журналистов, так как Круз посчитал, что в жюри этой премии недостаточно представлено разнообразие[англ.] американского общества[36].
  - Двум депутатам Верховной рады — лидеру партии «Оппозиционная платформа — За жизнь» Виктору Медведчуку и депутату этой же партии Тарасу Козаку — предъявлено подозрение в госизмене и попытке хищения национальных ресурсов в Крыму[37].
  - Певица Дуа Липа и рэпер J Hus признаны лучшими британскими артистами года на церемонии вручения музыкальной премии Brit Awards. Победа в номинации «за значительный вклад в музыку» отдана Тейлор Свифт[38].
  - Опубликованы данные седьмой переписи населения Китая, по итогам за прошлое десятилетие населения Китая выросло самыми медленными темпами с середины XX века, когда Пекин начал вести статистику. С 2010 года по 2020 год численность населения страны увеличилась с 1,34 млрд чел. до 1 443 497 378 человек[39] — на 5,38 %[40].
  - В Ненецком автономном округе и Республике Коми из нефтесборного коллектора одной из скважин Ошского месторождения, принадлежащего компании «ЛУКОЙЛ-Коми», в почву и реку Колва вылилось порядка 90 тонн нефтепродуктов. Глава Усинска второй раз за последние семь месяцев[41] ввёл в муниципалитете режим чрезвычайной ситуации[42].
- 12 мая
  - В ведущем медицинском журнале The Lancet опубликована статья, критикующая данные о третьей фазе клинических испытаний российской вакцины Sputnik V[43].
  - В израильском городе Ашкелон возник пожар на нефтепроводе в результате ракетного попадания в ходе обмена ударами между Израилем и Палестиной в рамках продолжающегося в этом регионе кризиса[44]
  - Сан-Марино, в связи с улучшением эпидемиологической ситуации, объявила о запуске программы вакцинного туризма, предлагая посетителям российскую вакцину «Спутник V»[45].
  - Республиканцы в нижней палате Конгресса США проголосовали за снятие Лиз Чейни с должности председателя Конференции конгрессменов от этой политической партии, что связывают с её критикой в адрес бывшего президента США Дональда Трампа[46].
- 13 мая
  - Армия обороны Израиля заявила о подготовке плана наземной операции в секторе Газа в рамках текущего арабо-израильского противостояния[47].
  - Армения обвинила Азербайджан в посягательстве на суверенную территорию страны. По словам исполняющего обязанности премьер-министра Армении Никола Пашиняна, армия Азербайджана пересекла государственную границу страны, пройдя вглубь на 3,5 км, и пыталась окружить озеро Севлич[48].
- 14 мая
  - Израиль подверг массированным ударам самолётами и танками систему тоннелей, построенную в секторе Газа палестинским радикальным движением ХАМАС. Ни один израильский солдат не вступил на территорию сектора Газа[49].
  - В Афганистане произошёл взрыв в мечети, в результате которого погибли 12 человек, включая имама[50].
- 15 мая
  - Посадочная платформа китайской межпланетной станции «Тяньвэнь-1» с марсоходом «Чжужун» («Чжуронг») на борту совершила мягкую посадку на равнине Утопия в северной части Марса. Китай стал третьей страной, успешно осуществившей посадку зонда на поверхность Красной планеты[51].
- 16 мая
  - Депутат Европейского парламента Яннис Лагос, один из лидеров неонацистской партии «Золотая заря», признанной в Греции преступной организацией, экстрадирован из Брюсселя в Афины и помещён в тюрьму Домокос особо строгого режима[52].
  - В Израиле в городе Гиват-Зеэв обрушилась трибуна в синагоге, два человека погибли, более 200 пострадали[53].
- 17 мая
  - В Республике Коми, после утечки нефтепродуктов в Ненецком автономном округе на нефтепроводе, принадлежащем компании Лукойл, в целях предотвращения распространения нефтесодержащей жидкости по водным объектам, вслед за городским округом Усинск ввели режим чрезвычайной ситуации ещё в двух районах — Усть-Цилемском и Ижемском[54].
  - Победительницей конкурса «Мисс Вселенная 2020» стала 26-летняя мексиканка Андреа Меса, конкурс 2020 года был перенесён на 2021 из-за эпидемии COVID-19[55].
  - В Роттердаме стартовал международный музыкальный конкурс Евровидение-2021[56].
  - Корабль ВМС Израиля и армейский беспилотник поразили группу боевиков ХАМАС, разворачивавших подводную лодку на берегу Средиземного моря[57].
- 18 мая
  - В Индии из-за циклона Тауктае (Cyclone Tauktae[англ.]) погибло не менее 18 человек, ещё 127 человек на данный момент числятся пропавшими без вести, более двухсот тысяч человек эвакуированы из зоны бедствия[58].
  - В отношении должностных лиц крупнейшего информационного портала Белоруссии TUT.BY возбуждено уголовное дело за уклонение от уплаты сумм налогов, задержаны не менее 13 сотрудников интернет-издания, сам портал заблокирован[59].
  - Китайским финансовым организациями было запрещено предоставлять услуги, связанные с криптовалютами, в результате стоимость биткоина упала на 6 % за 2,5 часа[60].
  - От природной эрозии обрушилась Арка Дарвина — символ Галапагосских островов[61].
- 19 мая
  - В Белоруссии потерпел крушение самолёт Як-130, за штурвалом которого находился командир звена Лидской штурмовой авиабазы Андрей Ничипорик и лейтенант этой же авиабазы Никита Куканенко. Оба лётчика погибли[62].
  - Госдума единогласно приняла внесенный президентом РФ Владимиром Путиным законопроект о денонсации Договора по открытому небу[63].
  - Палестинцы нанесли удары по 6-и военным базам Израиля: Неватим, Пальмахим, Тель Ноф, Рамон, Хацор и Хацерим[64].
- 20 мая
  - Шри-Ланка из-за ухудшения[англ.] ситуации с коронавирусом COVID-19 запрещает с 21 мая въезд в страну иностранных граждан до конца мая. Вылет иностранных рейсов при этом остаётся разрешённым[65].
  - В Москве стартовала четырнадцатая международная выставка вертолётной индустрии HeliRussia. В рамках выставки участвуют представители из тринадцати стран мира[66].
  - В Бразилии произвели первую партию вакцины от коронавируса «Спутник V». Вакцину, произведённую в Бразилии компанией União Quimica[порт.], планируется поставлять в другие страны Латинской Америки. В самой Бразилии «Спутник V» к использованию пока не одобрен[67].
- 21 мая
  - В Японии в общей сложности более сорока тысяч человек эвакуируют из районов их проживания из-за ливней, которыми накрыло страну из-за сильного циклона[68].
  - В посёлке Дмитриадовка Неклиновского района Ростовской области при проведении работ на очистных сооружениях, принадлежащих Водоканалу Таганрога, произошёл выброс метана. Погибли 11 рабочих, ещё семь пострадали[69]. Позже в больнице скончался ещё 1 человек[70].
  - В Иерусалиме у Храмовой горы начались стычки между палестинцами и полицией Израиля[71].
- 22 мая
  - Из-за неожиданной смены погоды ультрамарафон в китайской провинции Ганьсу закончился гибелью 21 спортсмена[72].
  - Из «Космодрома Америка» в штате Нью-Мексико стартовал[англ.] самолёт-носитель WhiteKnightTwo с космопланом VSS Unity класса SpaceShipTwo с двумя пилотами на борту. Отделившись от самолёта-носителя космоплан VSS Unity достиг высоты 89,2 км (суборбитальный полёт)[73].
- 23 мая
  - Власти Белоруссии принудительно посадили борт FR4977 ирландской авиакомпании Ryanair, следовавший по маршруту Афины — Вильнюс, в аэропорту «Минск»[74] и задержали находившегося борту самолёта бывшего редактора telegram-канала «Нехта» Романа Протасевича[75]. Глава авиакомпании «Ryanair» Майкл О’Лири обвинил власти Белоруссии в «государственным угоне» и «воздушном пиратстве»[76].
  - На севере Италии рухнула кабина канатной дороги. Погибли 14 человек[77][78].
- 24 мая
  - Из-за снижения случаев заражения COVID-19 на фоне массовой вакцинации страны Европы начали ослаблять коронавирусные ограничения[79][80].
  - В Самоа правительство отказалось созвать парламент и разрешить передачу власти, не допустив избранного премьер-министра[англ.] и её сторонников в здание парламента. Событию предшествовали самые ожесточённые в истории страны выборы, в ходе которых правящая 39 лет Партия защиты прав человека[англ.] (HRPP) проиграла по числу мест партии Faatuatua i le Atua Samoa ua Tasi[англ.] (FAST)[81].
  - Саммитом Европейского Союза принято решение о запрете белорусским самолётам прохода в воздушном пространстве ЕС и выполнения посадок в аэропортах Европейского Союза. Также всем европейским авиакомпаниям рекомендовано прекратить полёты в воздушном пространстве Белоруссии[82].
  - В Мали военные арестовали временного президента страны Ба Ндау и премьер-министра Моктара Уана. Председатель Национального комитета спасения народа Мали и вице-президент Ассими Гоита стал исполняющим обязанности президента[83].
  - Из-за жёсткой позиции властей Китая приостановили майнинг криптовалют две крупные компании — BTC.TOP и HashCow. Криптобиржа Huobi объявила о приостановке добычи криптовалют и обслуживания клиентов из материкового Китая[84].
  - Белоруссия фактически разорвала дипломатические отношения с Латвией[85].
- 25 мая
  - В ДР Конго из-за извержения вулкана Ньирагонго погибло более тридцати человек[86].
  - В пресс-службе главы Республики Саха Айсена Николаева сообщили о введении в Якутии обязательной вакцинации населения от коронавирусной инфекции[87]. После общественного резонанса, слово «обязательная» в пресс-релизе заменили на «массовая»[88].
  - 24 проекта из 18 стран получили премии европейского культурного наследия Europa Nostra, среди них: проект восстановления моста Плаки в Греции[89] и проект консервации пещерного комплекса Вардзиа в Грузии[90].

- 26 мая
  - Судно со 160 пассажирами на борту перевернулось в Нигерии, на данный момент выжившими найдены только 22 человека, один обнаружен погибшим, остальные пока числятся без вести пропавшими[91].
  - Власти Ирана запретили на 4 месяца майнинг криптовалют из-за дефицита электроэнергии вызванного засухой. Майнинг позволяет Ирану компенсировать последствия американских санкций, зарабатывая сотни миллионов долларов ежегодно[92].
- 27 мая
  - Компания SpaceX запустила на орбиту Земли ракету-носитель Falcon 9 с находящимися на ней 60 микроспутниками для сети Starlink[93].
  - На президентских выборах в Сирии победил Башар Асад — он набрал 95,1 % голосов[94].
  - Связанная с Михаилом Ходорковским организация «Открытая Россия» объявила о полном прекращении своей деятельности и закрытии отделений в регионах[95].
  - Лоранс де Кар назначена директором музея Лувр, сменит Жан-Люка Мартинеса[англ.] и станет первой женщиной на этом посту[96].

- 28 мая
  - На кинофестивале GI Film Festival в Сан-Диего российский фильм «Подольские курсанты» получил награду «Лучший международный фильм». На фестивале фильм демонстрировался под названием «The Final Stand»[97]
  - Мосгорсуд вынес решение по делу журналиста Ивана Голунова, которому в 2019 году пятеро столичных полицейских подбросили наркотики. Их признали виновными в превышении должностных полномочий, в фальсификации доказательств и результатов оперативно-розыскной деятельности, а также в незаконном хранении наркотиков[98].
  - Германия признала, что действия немецких властей в период колониального правления в Юго-Западной Африке (ныне Намибия) подпадают под определение геноцида. Глава МИД Германии Хайко Маас заявил, что Берлин намерен предоставить Намибии финансовую помощь в размере 1,1 млрд евро, которые будут направлены «на реконструкцию и развитие»[99].
- 29 мая
  - В Москве открылся новый железнодорожный вокзал «Восточный», призванный разгрузить Курский вокзал[100].
- 30 мая
  - В России проходит Предварительное голосование «Единой России» (2021) по отбору кандидатов в депутаты[источник не указан 1500 дней].
  - Колумбийский велогонщик Эган Берналь выиграл первую в сезоне многодневную гонку серии Гранд-тура «Джиро д’Италия 2021»[101].
- 31 мая
  - В Китае приняли решение изменить демографическую политику, разрешив семьям иметь до трёх детей. Ранее с 2013 года в Китае семья могла иметь максимум двух детей, а до этого долгое время страна придерживалась политики «Одна семья — один ребёнок»[102]
  - Одно из старейших новостных изданий Рунета — Newsru.com — объявило о своем закрытии[103].